# Tenodera blanchardi
Tenodera blanchardi es una especie de mantis de la familia Mantidae.

## Distribución geográfica
Se encuentra en Australia, Nueva Guinea, archipiélago de Bismarck, Borneo, India, Islas Molucas y Sulawesi.